# 240-й истребительный авиационный полк
240-й истребительный авиационный полк — воинское подразделение Вооружённых сил СССР в Великой Отечественной войне.

## Наименования полка
За весь период своего существования полк несколько раз менял своё наименование:
- 240-й истребительный авиационный полк
- 178-й гвардейский истребительный авиационный полк
- 178-й гвардейский ордена Богдана Хмельницкого истребительный авиационный полк
- 178-й гвардейский Краснознамённый ордена Богдана Хмельницкого истребительный авиационный полк
- Полевая почта 40560

## История
Полк начал формироваться 30 апреля 1941 года в Прибалтийском Особом военном округе в г. Россиены Литовской ССР.
В составе действующей армии во время ВОВ c 22 июня 1941 по 13 июля 1941, с 19 сентября 1941 по 18 октября 1941, с 1 июня 1942 по 6 июля 1942, с 19 августа 1942 по 9 сентября 1942 и с 13 марта 1943 по 2 июля 1944 года.
22 июня 1941 года не завершив формирования вступил в боевые действия в составе 8-й смешанной авиадивизии, имея в своём составе 13 И-15 бис при 7 лётчиках, 25 техниках, 80 младших специалистах, и полностью укомплектованном штабе.
С первого дня войны участвует в боевых действиях в Прибалтике, произвёл 69 боевых вылетов в основном на штурмовку и разведку войск противника, действуя с аэродрома Кресты под Псковом. Потеряв в первые дни все самолёты, при отсутствии потерь в личном составе, 21.07.1941 г. выведен на переформирование в Рязань.
| И-15 бис | Ла-7 | Ла-5 | ЛаГГ-3 |

Получив 20 МиГ-3, в сентябре 1941 года отбыл в Ленинград, где приступил к боевым действиям на подступах к городу с 19 сентября 1941 года. 20 сентября 1941 года одержана первая известная воздушная победа полка в Отечественной
войне: лейтенант Горячко Л. Д. в воздушном бою в районе н.п. Любань сбил немецкий тяжёлый истребитель Ме-110. Полк действовал там в течение месяца, совершил 286 боевых вылетов, провёл 15 воздушных боёв, сбил 12 самолётов противника, прикрывал наземные войска и сопровождал бомбардировщиков. В октябре 1941 года вновь выведен в резерв.
29 мая 1942 года, имея на вооружение самолёты ЛаГГ-3, отправился на Западный фронт, но с осложнением обстановки, 12 июня 1942 года переброшен южнее, совершив на Западном фронте 167 боевых вылетов в основном в Смоленской области. С 12 июня 1942 года по 6 июля 1942 года совершил ещё 150 вылетов в основном на прикрытие войск и сопровождение штурмовиков и вновь отведён в резерв. После короткого, трёхнедельного переучивания на Ла-5, полк, вооружённый этими машинами прибыл под Сталинград. Приступил к боям 20 августа 1942 года и до 29 августа 1942 года совершил 109 боевых вылетов, провёл 58 воздушных боев, сбил 10 самолётов, однако и сам был разбит — в строю осталось только несколько лётчиков, потерял 7 самолётов. Остатки полка были перебазированы на тыловой аэродром, а затем и вовсе отведены в резерв. Переформировывался в Иваново
Во второй декаде марта 1943 года в трёхэскадрильном составе, по 12 именных Ла-5 «Эскадрилья Валерий Чкалов», вновь поступил на фронт. Базировался на аэродроме Уразово, выполнял боевые задания в частности в районе Харькова, Купянска, Белгорода, Валуек, Чугуева В апреле 1943 года перелетел ближе к Курску, 9 мая 1943 года вновь переброшен ближе к Белгороду.
В ходе Курской битвы действует на южном фасе Курской Дуги, в частности, над Прохоровкой, Томаровкой, в августе 1943 прикрывает советские войска, штурмующие Белгород.
В сентябре 1943 года перебазировался на аэродром Большая Даниловка и весь сентябрь действует над Днепром, на участке Мишурин Рог — Бородаевка. Затем перебазировался на аэродром Косьяновские хутора, так, 15 октября 1943 года действует над плацдармом между Кременчугом и Днепродзержинском, В конце октября 1943 года перелетел на полевой аэродром в Зелёном, расположенный в районе Кривого Рога, между рекой Ингулец и железной дорогой, но через три дня вынужден был улететь обратно в связи с прорывом немецких войск. В ноябре 1943 года активной деятельности не ведёт, доукомплектовывается в прифронтовой полосе. В декабре 1943 года перелетел на аэродром в Шевченково, действует на Украине, по состоянию на 5 января 1944 года дислоцировался на аэродроме Козельщина в 33 километрах северо-восточнее Кременчуга, 30 января 1944 года прикрывает войска в районе населённых пунктов Шпола-Лебедин, в течение февраля 1944 года много раз перебазировался, в марте 1944 года прикрывает войска на переправах через Днестр в районе Ямполя.
2 июля 1944 года за образцовое выполнение боевых задач и проявленные при этом мужество и героизм приказом НКО СССР преобразован в 178-й гвардейский истребительный авиационный полк.

## Подчинение
| Дата            | Фронт (округ)              | Армия               | Корпус                                | Дивизия                                  | Примечания          |
| --------------- | -------------------------- | ------------------- | ------------------------------------- | ---------------------------------------- | ------------------- |
| 22.06.1941 года | Северо-Западный фронт      | -                   | -                                     | 8-я смешанная авиационная дивизия        | -                   |
| 01.07.1941 года | Северо-Западный фронт      | -                   | -                                     | 8-я смешанная авиационная дивизия        | -                   |
| 10.07.1941 года | Северо-Западный фронт      | -                   | -                                     | 8-я смешанная авиационная дивизия        | -                   |
| 01.08.1941 года | -                          | -                   | -                                     | -                                        | на переформировании |
| 01.09.1941 года | -                          | -                   | -                                     | -                                        | на переформировании |
| 01.10.1941 года | Ленинградский фронт        | 54-я армия          | 3-я резервная авиационная группа      | -                                        | -                   |
| 01.11.1941 года | -                          | -                   | -                                     | -                                        | на переформировании |
| 01.12.1941 года | -                          | -                   | -                                     | -                                        | на переформировании |
| 01.01.1942 года | Приволжский военный округ  | -                   | -                                     | -                                        | на переформировании |
| 01.02.1942 года | Приволжский военный округ  | -                   | -                                     | -                                        | на переформировании |
| 01.03.1942 года | Закавказский военный округ | -                   | -                                     | -                                        | на переформировании |
| 01.04.1942 года | Закавказский военный округ | -                   | -                                     | -                                        | на переформировании |
| 01.05.1942 года | Закавказский военный округ | -                   | -                                     | -                                        | на переформировании |
| 01.06.1942 года | Западный фронт             | 1-я воздушная армия | -                                     | 234-я истребительная авиационная дивизия | -                   |
| 01.07.1942 года | Юго-Западный фронт         | 8-я воздушная армия | -                                     | ?                                        | -                   |
| 01.08.1942 года | Московский военный округ   | -                   | -                                     | -                                        | на переформировании |
| 01.09.1942 года | Сталинградский фронт       | 8-я воздушная армия | -                                     | 287-я истребительная авиационная дивизия | -                   |
| 01.10.1942 года | Московский военный округ   | -                   | -                                     | -                                        | на переформировании |
| 01.11.1942 года | Московский военный округ   | -                   | -                                     | -                                        | на переформировании |
| 01.12.1942 года | Московский военный округ   | -                   | -                                     | -                                        | на переформировании |
| 01.01.1943 года | Московский военный округ   | -                   | -                                     | -                                        | на укомплектовании  |
| 01.02.1943 года | Московский военный округ   | -                   | 4-й истребительный авиационный корпус | 302-я истребительная авиационная дивизия | -                   |
| 01.03.1943 года | Резерв Ставки ВГК          | -                   | 4-й истребительный авиационный корпус | 302-я истребительная авиационная дивизия | -                   |
| 01.04.1943 года | Воронежский фронт          | 2-я воздушная армия | 4-й истребительный авиационный корпус | 302-я истребительная авиационная дивизия | -                   |
| 01.05.1943 года | Воронежский фронт          | 2-я воздушная армия | 4-й истребительный авиационный корпус | 302-я истребительная авиационная дивизия | -                   |
| 01.06.1943 года | Воронежский фронт          | 2-я воздушная армия | 4-й истребительный авиационный корпус | 302-я истребительная авиационная дивизия | -                   |
| 01.07.1943 года | Воронежский фронт          | 2-я воздушная армия | 4-й истребительный авиационный корпус | 302-я истребительная авиационная дивизия | -                   |
| 01.08.1943 года | Степной фронт              | 5-я воздушная армия | 4-й истребительный авиационный корпус | 302-я истребительная авиационная дивизия | -                   |
| 01.09.1943 года | Степной фронт              | 5-я воздушная армия | 4-й истребительный авиационный корпус | 302-я истребительная авиационная дивизия | -                   |
| 01.10.1943 года | Степной фронт              | 5-я воздушная армия | 4-й истребительный авиационный корпус | 302-я истребительная авиационная дивизия | -                   |
| 01.11.1943 года | 2-й Украинский фронт       | 5-я воздушная армия | 4-й истребительный авиационный корпус | 302-я истребительная авиационная дивизия | -                   |
| 01.12.1943 года | 2-й Украинский фронт       | 5-я воздушная армия | 4-й истребительный авиационный корпус | 302-я истребительная авиационная дивизия | -                   |
| 01.01.1944 года | 2-й Украинский фронт       | 5-я воздушная армия | 4-й истребительный авиационный корпус | 302-я истребительная авиационная дивизия | -                   |
| 01.02.1944 года | 2-й Украинский фронт       | 5-я воздушная армия | 4-й истребительный авиационный корпус | 302-я истребительная авиационная дивизия | -                   |
| 01.03.1944 года | 2-й Украинский фронт       | 5-я воздушная армия | 4-й истребительный авиационный корпус | 302-я истребительная авиационная дивизия | -                   |

## Участие в операциях и битвах
- Курская битва — с 5 июля 1943 года по 12 июля 1943 года.
- Белгородско-Харьковская операция — с 3 августа 1943 года по 23 августа 1943 года.
- Черниговско-Припятская операция — с 26 августа 1943 года по 30 сентября 1943 года.
- Кировоградская наступательная операция — с 5 января 1944 года по 16 января 1944 года.
- Корсунь-Шевченковская операция — с 24 января 1944 года по 17 февраля 1944 года.
- Уманско-Ботошанская операция — с 5 марта 1944 года по 17 апреля 1944 года

## Командиры полка
- капитан Андреев Вениамин Всеволодович[4], 05.1941 — 09.1941
- капитан Рожков Сергей Тимофеевич[2], 09.1941 — 08.1942
- майор Солдатенко Игнатий Семёнович (погиб)[2], 08.1942 — 14.04.1943
- майор Подорожный Сергей Иванович (погиб)[2], 05.1943 — 23.12.1943
- майор, подполковник Ольховский Николай Иванович[2], 31.12.1943 — 31.12.1945

## Отличившиеся воины полка
| Награда | Ф. И. О.                      | Должность                | Звание            | Дата награждения                                                                       | Данные о вылетах | Примечания                                   |
| ------- | ----------------------------- | ------------------------ | ----------------- | -------------------------------------------------------------------------------------- | ---------------- | -------------------------------------------- |
|         | Амелин, Алексей Степанович    | командир эскадрильи      | старший лейтенант | к моменту представления 216 боевых вылетов, 70 воздушных боёв, лично сбил 15 самолётов | 26.10.1944       | -                                            |
| -       | Габуния, Иван Михайлович      | командир звена           | младший лейтенант | -                                                                                      | -                | 6 мая 1943 года совершил таран               |
|         | Евстигнеев, Кирилл Алексеевич | командир эскадрильи      | старший лейтенант | к моменту представления 144 боевых вылета, лично сбил 23 самолёта и 3 в группе.        | 02.08.1944       | в составе полка представлен к званию впервые |
|         | Кожедуб, Иван Никитович       | командир эскадрильи      | капитан           | к моменту представления: 146 боевых вылетов и 20 сбитых самолётов.                     | 04.02.1944       | в составе полка получил звание впервые       |
|         | Ольховский, Николай Иванович  | командир эскадрильи      | майор             | за время войны 191 успешный боевой вылет, 41 воздушный бой, лично сбил 19 самолётов.   | 04.02.1944       | -                                            |
|         | Семёнов, Фёдор Георгиевич     | помощник командира полка | капитан           | к моменту представления 340 боевых вылета, лично сбил 8 самолётов и 4 в группе         | 04.02.1944       | погиб в плену                                |

## Самолёты на вооружении
| Период      | Самолёты |
| ----------- | -------- |
| 1941 — 1941 | И-15 бис |
| 1941 — 1942 | МиГ-3    |
| 1941 — 1942 | ЛаГГ-3   |
| 1942 — 1945 | Ла-5     |

## Память
- Памятный знак на 556-м километре шоссе «Курск — Обоянь — Симферополь».
- Стела «Истребитель Ла-5» эскадрильи им. Чкалова, на котором совершил свой первый боевой вылет с Уразовского аэродрома трижды Герой Советского Союза Иван Кожедуб в Уразово
- Мемориальная плита «Погибшим лётчикам» в парке п. Уразово